# Fryckstad

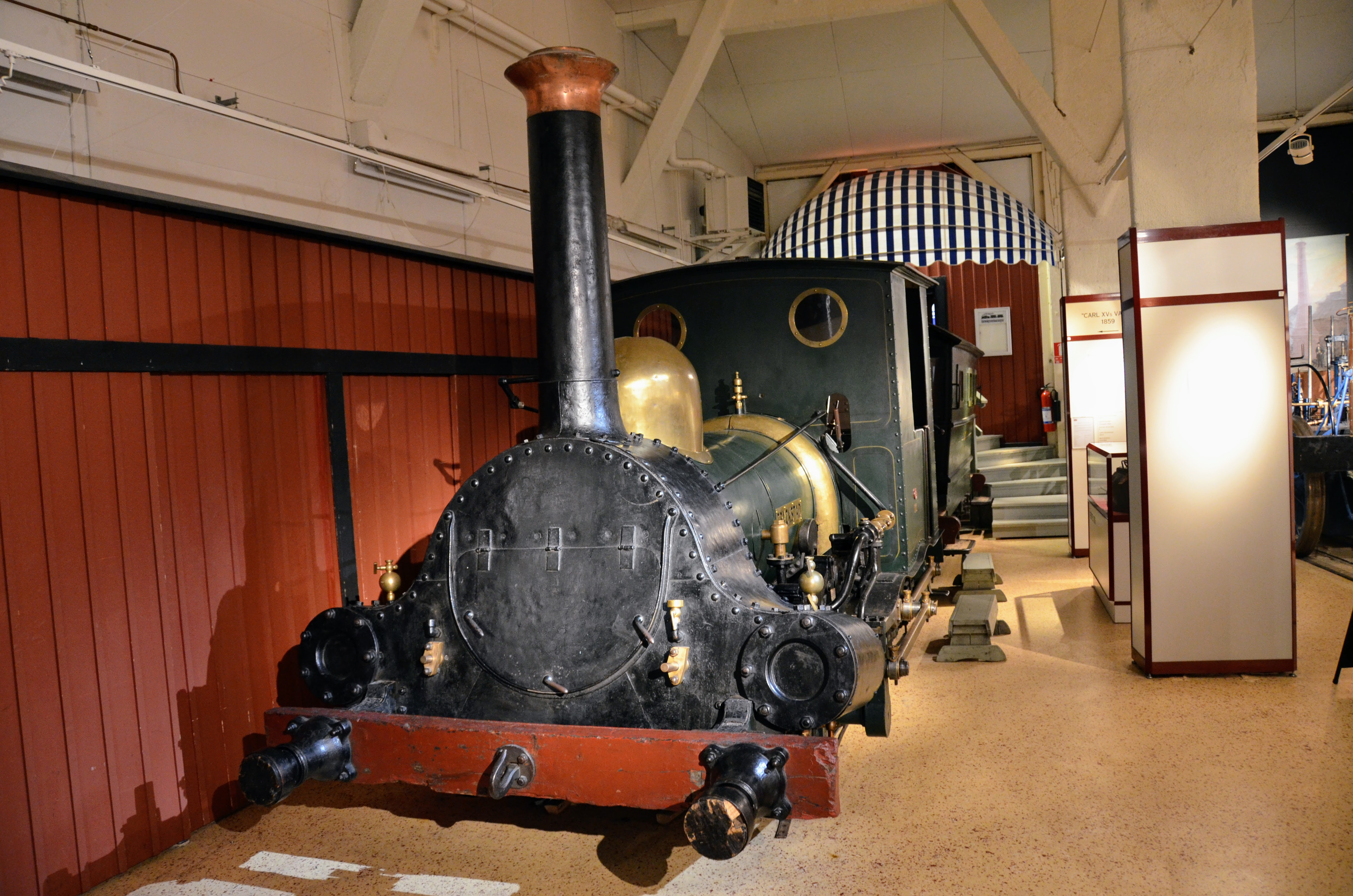
Fryckstad på Järnvägsmuseet i Gävle.

Fryckstad är Sveriges äldsta bevarade lok. Det byggdes 1855 av Munktells mekaniska verkstad i Eskilstuna, för att trafikera Sveriges första järnväg för allmän trafik, Frykstabanan, mellan sjön Fryken (Fryksta) och Klarälven (Lyckan) i Värmland. Loket ersatte 1856 hästdriften på banan och dess spårvidd är 3 fot och 8,5 verktum eller 1101 mm. Efter att trafiken lagts ner 1871 användes Fryckstad bland annat vid fästningsarbeten i Karlskrona. Loket reserverades redan 1906 med tanke på att ingå i ett framtida järnvägsmuseum.
Loket finns att beskåda på Järnvägsmuseet i Gävle.